# Aleksandar Tekeliev
Aleksandar Tekeliev (født 3. juni 1942 i Svilengrad) er en bulgarsk komponist, professor og musikpædagog.
Tekeliev studerede komposition hos Veselin Stojanov på Sofia Statslige Musikakademi. Han studerede videre herefter privat i Budapest og Paris. Han blev professor i komposition på Sofia Statslige Musikakademi (1991) og har været tilknyttet bulgarsk radio som tekniker.
Tekeliev har skrevet en symfoni, tre kammersymfonier, orkesterværker, kammermusik, scenemusik, korværker, vokalmusik, balletmusik etc.

## Udvalgte værker
- Symfoni nr. 2 (1) "Til minde om min mor" (1975) - for strygerorkester
- Kammersymfoni nr. 1 (1973) - for orkester
- Kammersymfoni nr. 3 "De Profundis Spiritus" (1994) - for 12 celloer
- Kammersymfoni nr. 4 "Symfoni Requiem" (2002) - for kvindeligt folkekor og orkester
- "Skyggen" (1979) - ballet
- "Adagio" og "Scherzo" (1973) - for strygere